# LabWindows/CVI
LabWindows/CVI – środowisko programowe języka zdarzeniowego firmy National Instruments oparte na języku C. Program używa tych samych bibliotek i modułów co inny program NI – LabVIEW, lecz różnią się tym, że w LabWindows pisze się kod, a w LabVIEW „projektuje się” układy itp.